# Peter Weibel
Pour les articles homonymes, voir Weibel.
Peter Weibel est un artiste autrichien né le 5 mars 1944 à Odessa en Ukraine et mort le 1er mars 2023,.

## Sa vie, son œuvre
Après avoir étudié à Paris et à Vienne la littérature, la médecine, la philosophie, il fréquente les actionnistes viennois. Sa conception de l'art l'amène à créer des vidéos et des images où les problèmes de perception et de communication montrent les problèmes sociaux.
Dans les années 1970, son travail s'oriente vers les médias. Il participe à plusieurs happenings télévisuels où il n'hésite parfois pas à utiliser la souffrance de son propre corps comme œuvre d'art.
Depuis les années 1980, il participe à l'organisation de nombreux festivals et expositions.

## Activités curatoriales
Depuis 1986 Peter Weibel travaille comme conseiller artistique pour Ars Electronica, (directeur artistique de 1992 à 1995). De 1993 à 1999, il est commissaire du pavillon de l'Autriche à la Biennale de Venise. Durant la même période, de 1993 à 1999, il a travaillé comme conservateur en chef[pas clair] à la Neue Galerie am Landesmuseum Joanneum à Graz en Autriche. Depuis 1999 Peter Weibel enseigne et dirige le ZKM Center for Art and Media à Karlsruhe en Allemagne.
- 1976 : Österreichs Avantgarde 1908-38 (avec Oswald Oberhuber), Galerie naechst St. Stephan, Vienna
- 1987 : Logokultur, Universitaet fuer angewandte Kunst, Vienna
- 1990 : Vom Verschwinden der Ferne (avec Edith Decker), Postmuseum, Frankfurt am Main* 1990 : Vom Verschwinden der Ferne (avec Edith Decker), Postmuseum, Frankfurt am Main
- 1991 : Das Bild nach dem letzten Bild (avec Kaspar König), Galerie Metropol, Vienna
- 1993 : Kontext Kunst, Neue Galerie Graz
- 1996 : Inklusion: Exklusion, Steirischen Herbst 96, Graz
- 1998 : Jenseits von Kunst, MUHKA, Museum van Hedendaagse Kunst, Antwerpen; Neue Galerie, Graz; Ludwig-Museum, Budapest
- 1999 : Open Practice, 48th Biennale de Venise
- 1999/2000 : Der anagrammatische Körper Kunsthaus Muerz, Muerzzuschlag | Neue Galerie, Graz and ZKM | Center for Art and Media, Karlsruhe
- 2000 : Net_condition (avec Walter van der Crijusen, Johannes Goebel, Golo Foellmer, Hans-Peter Schwarz, Jeffrey Shaw, Benjamin Weill), ZKM | Center for Art and Media, Karlsruhe
- 2000/2001 : Olafur Eliasson: Surroundings surroanded, Neue Galerie Graz and ZKM | Center for Art and Media, Karlsruhe
- 2002 : Future Cinema (avec Jeffrey Shaw), ZKM | Center for Art and Media, Karlsruhe
- 2002 : Iconoclash (avec Bruno Latour), ZKM | Center for Art and Media, Karlsruhe
- 2003 : M_ARS: Kunst und Krieg (avec Günther Holler-Schuster), Neue Galerie Graz
- 2005 : Lichtkunst aus Kunstlicht (avec Gregor Jansen), ZKM | Center for Art and Media, Karlsruhe
- 2005 : Making Things Public (avec Bruno Latour), ZKM | Center for Art and Media, Karlsruhe
- 2008 : youniverse, International Biennal of Contemporary Arts, Sevilla
- 2011 : The Global Contemporary Kunstwelten nach 1989 (avec Andrea Buddensieg), ZKM Center for Art and Media
- 2011 : Moderne: Selbstmord der Kunst? Im Spiegel der Sammlung der Neuen Galerie Graz (avec Christa Steinle et Gudrun Danzer), Neue Galerie Graz
- 2011 : Bruseum. Ein Museum für Günter Brus (avec Anke Orgel), Neue Galerie Graz
- 2011 : Hans Hollein (avec Günther Holler-Schuster), Neue Galerie Graz
- 2011 : Francesco Lo Savio – Tano Festa. The Lack of the Other (avec Freddy Paul Grunert), ZKM Center for Art and Media
- 2014 : Lynn Hershman Leeson. Civic Radar (with Andreas Beitin), ZKM | Center for Art and Media, Karlsruhe
- 2015 : Transsolar + Tetsuo Kondo. Cloudscapes, ZKM | Center for Art and Media, Karlsruhe
- 2015 : Schlosslichtspiele, ZKM | Center for Art and Media, Karlsruhe
- 2015 : Ryoji Ikeda. micro | macro, ZKM | Center for Art and Media, Karlsruhe
- 2015 : Lichtsicht, Projektions-Biennale, Bad Rothenfelde
- 2015 : Infosphäre (with Daria Mille, Giulia Bini), ZKM | Center for Art and Media, Karlsruhe
- 2015 : HA Schult: Action Blue (with Bernhard Serexhe), ZKM | Center for Art and Media, Karlsruhe
- 2015 : Exo-Evolution (with Sabiha Keyif, Philipp Ziegler, Giulia Bini), ZKM | Center for Art and Media, Karlsruhe
- 2015 : Die Stadt ist der Star - Kunst an der Baustelle. Vom K-Punkt am Staatstheater bis zum Marktplatz (with Andreas Beitin), ZKM | Center for Art and Media, Karlsruhe
- 2015 : Lynn Hershman Leeson. Civic Radar (with Andreas Beitin), Deichtorhallen Hamburg in der Sammlung Falckenberg, Hamburg
- 2015 : Bodenlos - Vilém Flusser und die Künste (with Baruch Gottlieb, Siegfried Zielinski), ZKM | Center for Art and Media, Karlsruhe
- 2016 : William Kentridge: More Sweetly Play the Dance, ZKM | Center for Art and Media, Karlsruhe
- 2016 : Schlosslichtspiele, ZKM | Center for Art and Media, Karlsruhe
- 2016 : Liquid Identities - Lynn Hershman Leeson. Identitäten im 21. Jahrhundert (with Andreas Beitin), Lehmbruck Museum, Duisburg
- 2016 : Kunst in Europa 1945-1968. Der Kontinent, den die EU nicht kennt (with Eckhart J. Gillen, Daria Mille, Daniel Bulatov), ZKM | Center for Art and Media, Karlsruhe
- 2016 : Digitale Wasserspiele, ZKM | Center for Art and Media, Karlsruhe
- 2016 : Bodenlos - Vilém Flusser und die Künste (with Baruch Gottlieb, Siegfried Zielinski), Akademie der Künste, Berlin
- 2016 : Bodenlos - Vilém Flusser und die Künste (with Baruch Gottlieb, Siegfried Zielinski), West, Den Haag
- 2016 : Beat Generation (with Jean-Jacques Lebel, Philippe-Alain Michaud), ZKM | Center for Art and Media, Karlsruhe
- 2017 : Schlosslichtspiele, ZKM | Center for Art and Media, Karlsruhe
- 2017 : Markus Lüpertz. Kunst, die im Wege steht (with Walter Smerling), ZKM | Center for Art and Media, Karlsruhe
- 2017 : Kunst in Europa 1945-1968. Die Zukunft im Blick. Art in Europe 1945-1968, Staatliches Museum für Bildende Künste A. S. Puschkin, Moskau
- 2017 : Bodenlos - Vilém Flusser und die Künste (with Baruch Gottlieb, Pavel Vančát, Siegfried Zielinski), GAMU (Galerie AMU), Prag
- 2017/2018 : The Art of Immersion (avec Richard Castelli (en) et Dennis Del Favero (en)), ZKM | Center for Art and Media
- 2018 : Schlosslichtspiele, ZKM | Center for Art and Media, Karlsruhe
- 2018 : Kunst in Bewegung. 100 Meisterwerke mit und durch Medien. Ein operationaler Kanon (avec Siegfried Zielinski, Judith Bihr, Daria Mille), ZKM | Center for Art and Media, Karlsruhe
- 2018 : generator marx: kapital | digital, ""generator. medienkunstlabor trier
- 2018 : DIA-LOGOS. Ramon Llull und die Kunst des Kombinierens (avec Amador Vega, Siegfried Zielinski, Bettina Korintenberg), ZKM | Center for Art and Media, Karlsruhe
- 2019 : Writing the History of the Future (avec Margit Rosen), Zentrum für Kunst und Medien, Karlsruhe
- 2019 : Seasons of Media Arts. Stadt der partizipativen Visionen (avec Lívia Nolasco-Rózsás, Blanca Giménez, Olga Timurgalieva), ZKM | Center for Art and Media, Karlsruhe
- 2019 : Schlosslichtspiele, ZKM | Center for Art and Media, Karlsruhe
- 2019 : Open Codes. Leben in digitalen Welten (avec Blanca Giménez), Bundesministerium der Justiz und für Verbraucherschutz, Berlin
- 2019 : Negativer Raum. Skulptur und Installation im 20./21. Jahrhundert (avec Anett Holzheid, Daria Mille), ZKM | Center for Art and Media, Karlsruhe
- 2020 : Critical Zones. Horizonte einer neuen Erdpolitik (avec Bruno Latour), ZKM | Center for Art and Media, Karlsruhe
- 2021 : Chiharu Shiota. Connected to Life (avec Richard Castelli (en)), ZKM | Center for Art and Media

## Prix et distinctions
- 2014 : YESBODY FOR ARTISTIC RESEARCH Institut de recherche artistique (IKF) / Film Université Babelsberg KONRAD WOLF
- 2020 : Prix Lovis Corinth

### Ouvrages
- (de) Peter Weibel, Valie Export, Bildkompendium Wiener Aktionismus und Film, Francfort, Kohlkunstverlag, 1970
- (de) Peter Weibel, Kritik der Kunst. Kunst der Kritik : es says & I say, Vienna, Munich, Jugend & Volk, 1973
- (de) Peter Weibel, Arbeiten in den Medien Sprache, Schrift, Papier, Stein, Foto, Ton, Film und Video aus zwanzig Jahren, Vienna, Munich, Jugend & Volk, 1982, 190 p. (ISBN 3-224-16617-7)
- (de) Catalog, Peter Weibel. Malerei zwischen Anarchie und Forschung, Graz, Neue Galerie, 1992
- (de) Catalog, Peter Weibel. Zur Rechtfertigung der hypothetischen Natur der Kunst und der Nicht-Identität in der Objektwelt, Cologne, Grunnert, 1992 (ISBN 3-88375-166-9)
- (de) Peter Weibel. Bildwelten 1982 - 1996, Vienna, Triton, 1996 (ISBN 3-901310-21-5)
- (de) Catalog, Peter Weibel : Globale Gier, Klagenfurt, Kärntner Landesgalerie, 1999 (ISBN 3-88375-166-9)
- Jürgen Klauke : le désastre du moi : œuvres récentes, 1996-2001 (catalogue de Bernard Marcadé et Peter Weibel, exposition à Paris du 20 juin au 2 septembre 2001), Maison européenne de la photographie, 2001, 74 p. (BNF 37651532).
- (de) Catalog, B-Picture, Frankfurt a. M., Revolver, Archiv für Aktuelle Kunst, 2004 (ISBN 3-937577-75-0)
- (de) 05-03-44: Liebesgrüsse aus Odessa: für Peter Weibel, Berlin, Merve-Verlag, 2004 (ISBN 3-88396-194-9)
- (de) Peter Weibel: X-Dream, Graz, Droschl, 2004 (ISBN 3-85420-671-2)
- (de) Peter Weibel, Gamma und Amplitude : medien- und kunsttheoretische Schriften, Berlin, Fundus, 2004, 533 p. (ISBN 3-86572-515-5)
- (de) Peter Weibel, Das offene Werk 1964-1979, Ostfildern, Hatje Cantz, 2006 (ISBN 978-3-7757-1539-3)
- "Peter Weibel": Sarah Cook, Verina Gfader, Beryl Graham & Axel Lapp, A Brief History of Curating New Media Art - Conversations with Curators, Berlin: The Green Box, 2010: p. 27–37.  (ISBN 978-3-941644-20-5).
- Beuys Brock Vostell. Aktion Demonstration Partizipation 1949-1983. ZKM - Zentrum für Kunst und Medientechnologie, Hatje Cantz, Karlsruhe, 2014,  (ISBN 978-3-7757-3864-4)[3].

### Articles
- « Le pouvoir des images : des médias visuels aux médias sociaux », Perspective, 1 | 2012, 5-7 [mis en ligne le 14 août 2013, consulté le 7 février 2022. URL : http://journals.openedition.org/perspective/406 ; DOI : https://doi.org/10.4000/perspective.406].